# 1994 CM2
1994 CM2 är en asteroid i huvudbältet som upptäcktes den 12 februari 1994 av det nyzeeländska astronomparet Pamela M. Kilmartin och Alan C. Gilmore vid Mount John University Observatory.
Asteroiden har en diameter på ungefär 5 kilometer.